# Barłogi (stacja kolejowa)

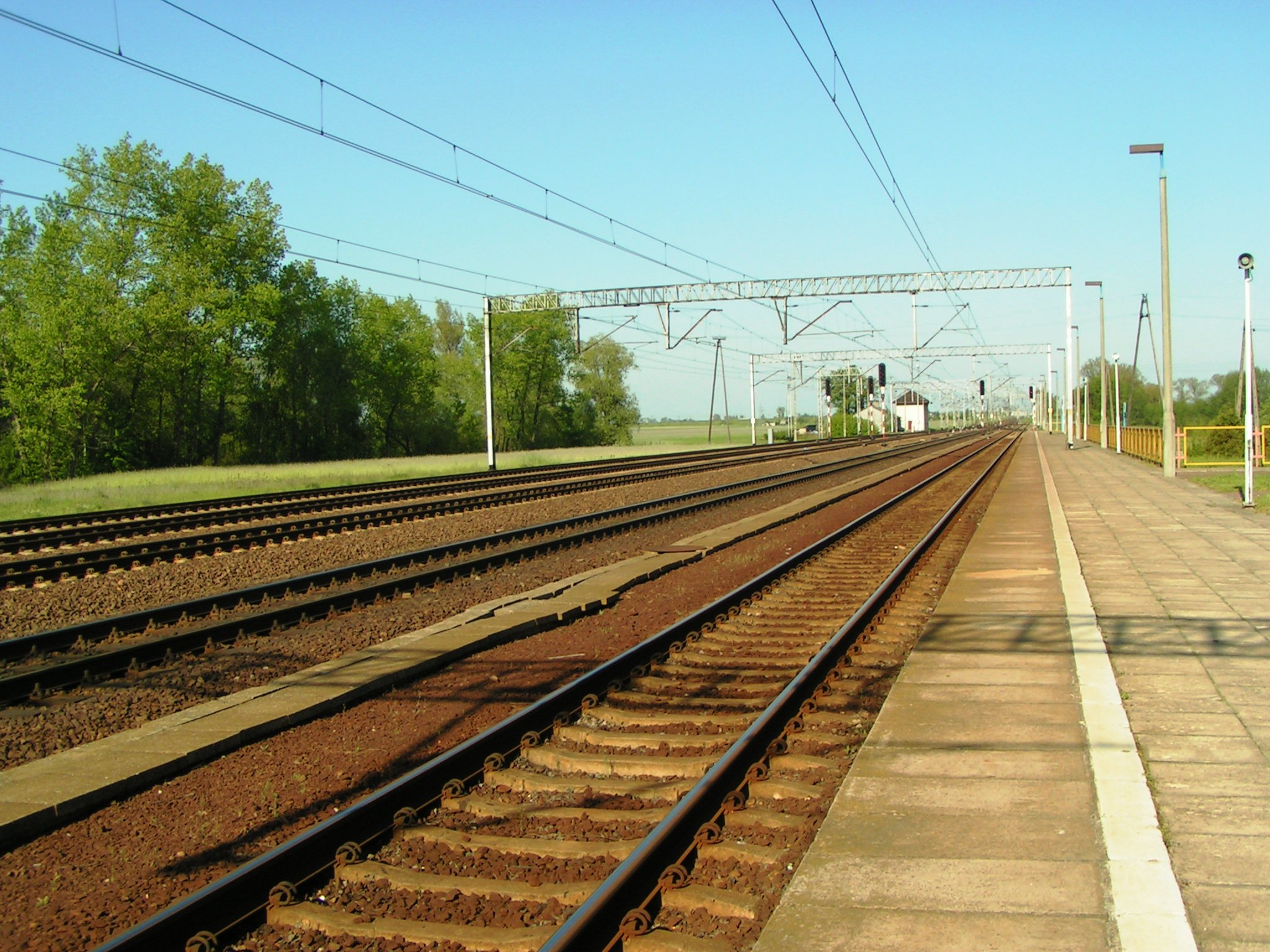
Stacja kolejowa Barłogi

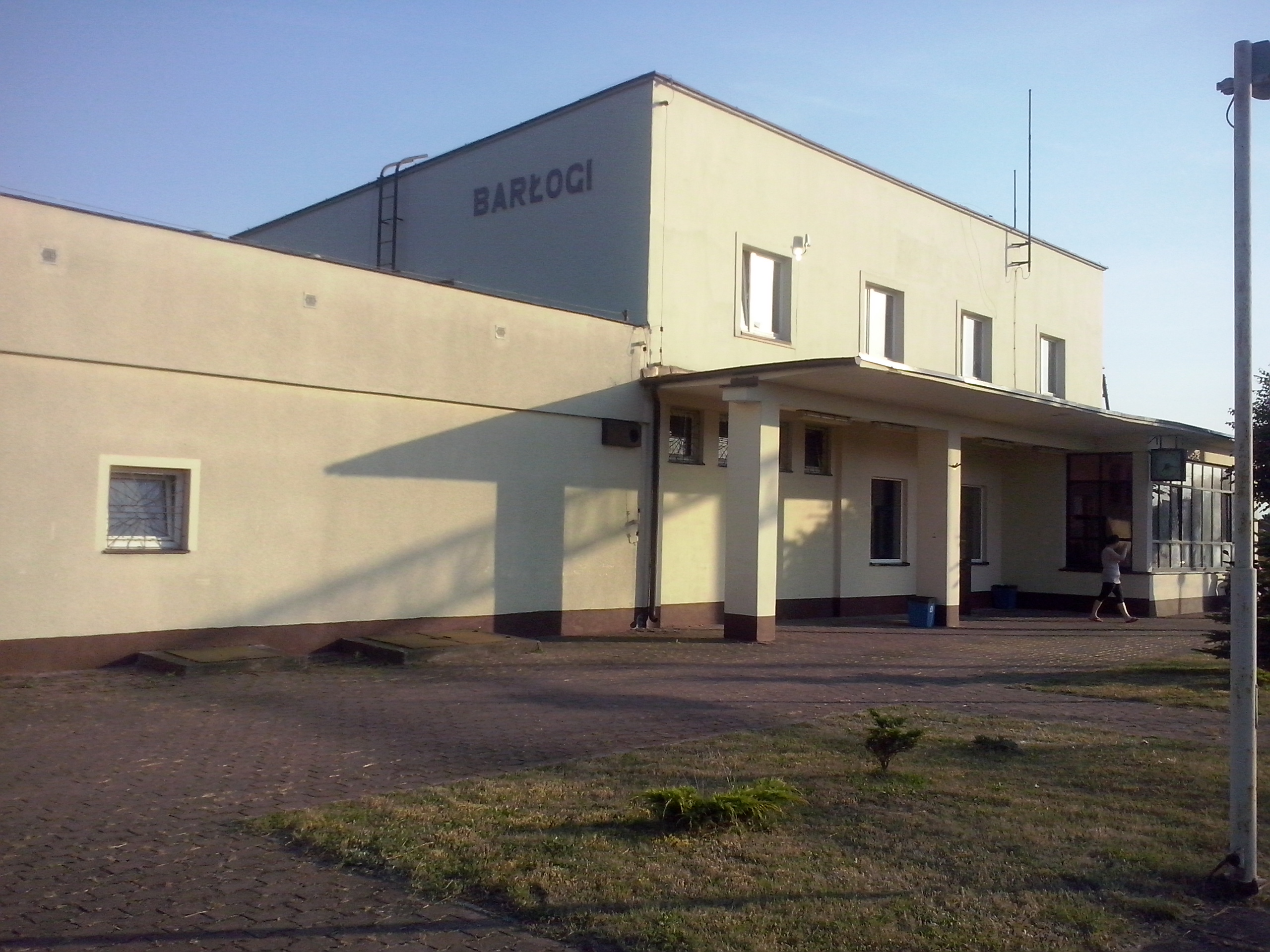
Budynek stacji kolejowej w Barłogach

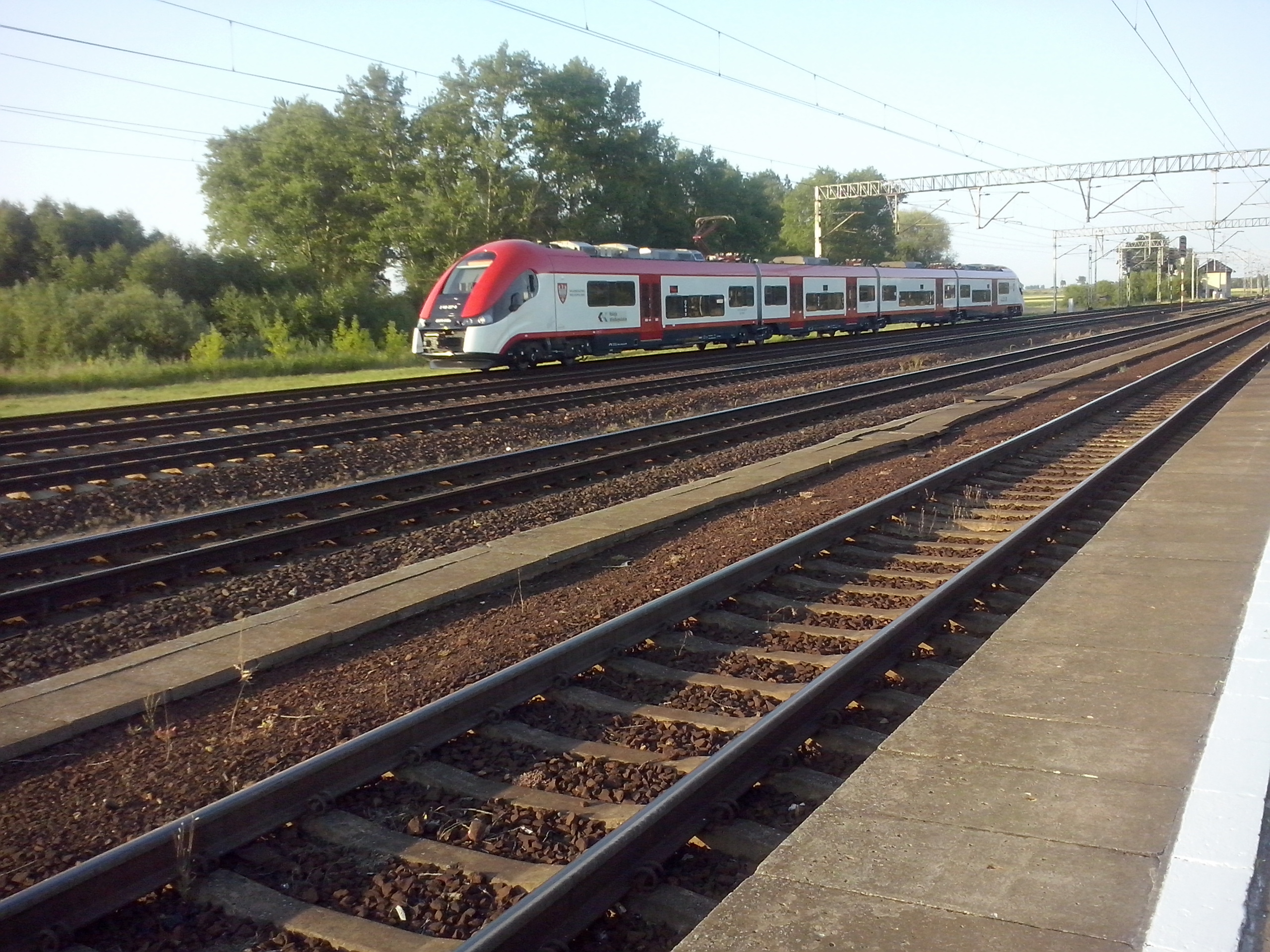
Skład Kolei Wielkopolskich wjeżdżających na stację w Barłogach

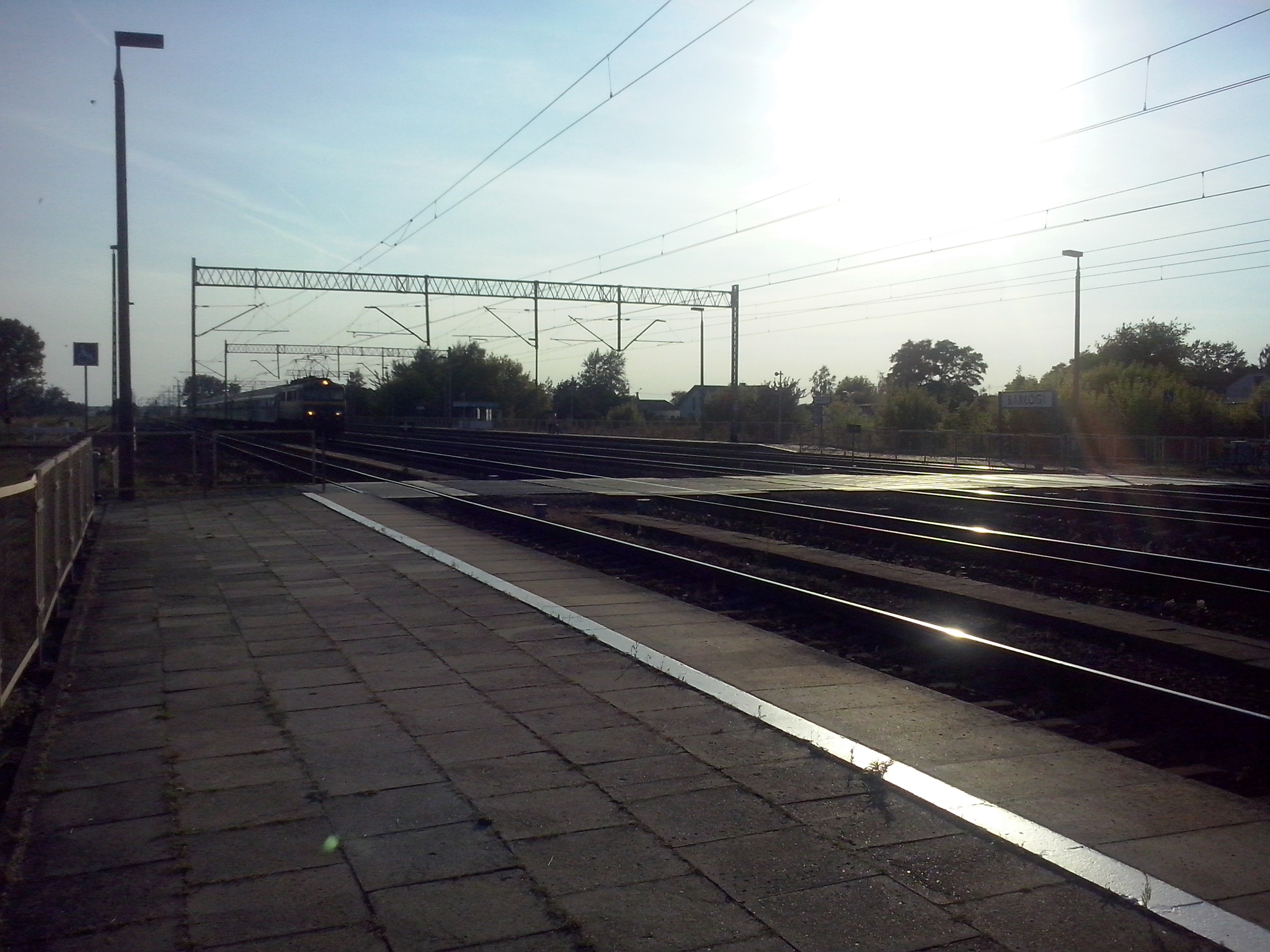
Pociąg interRegio Portowiec mijający stację w Barłogach

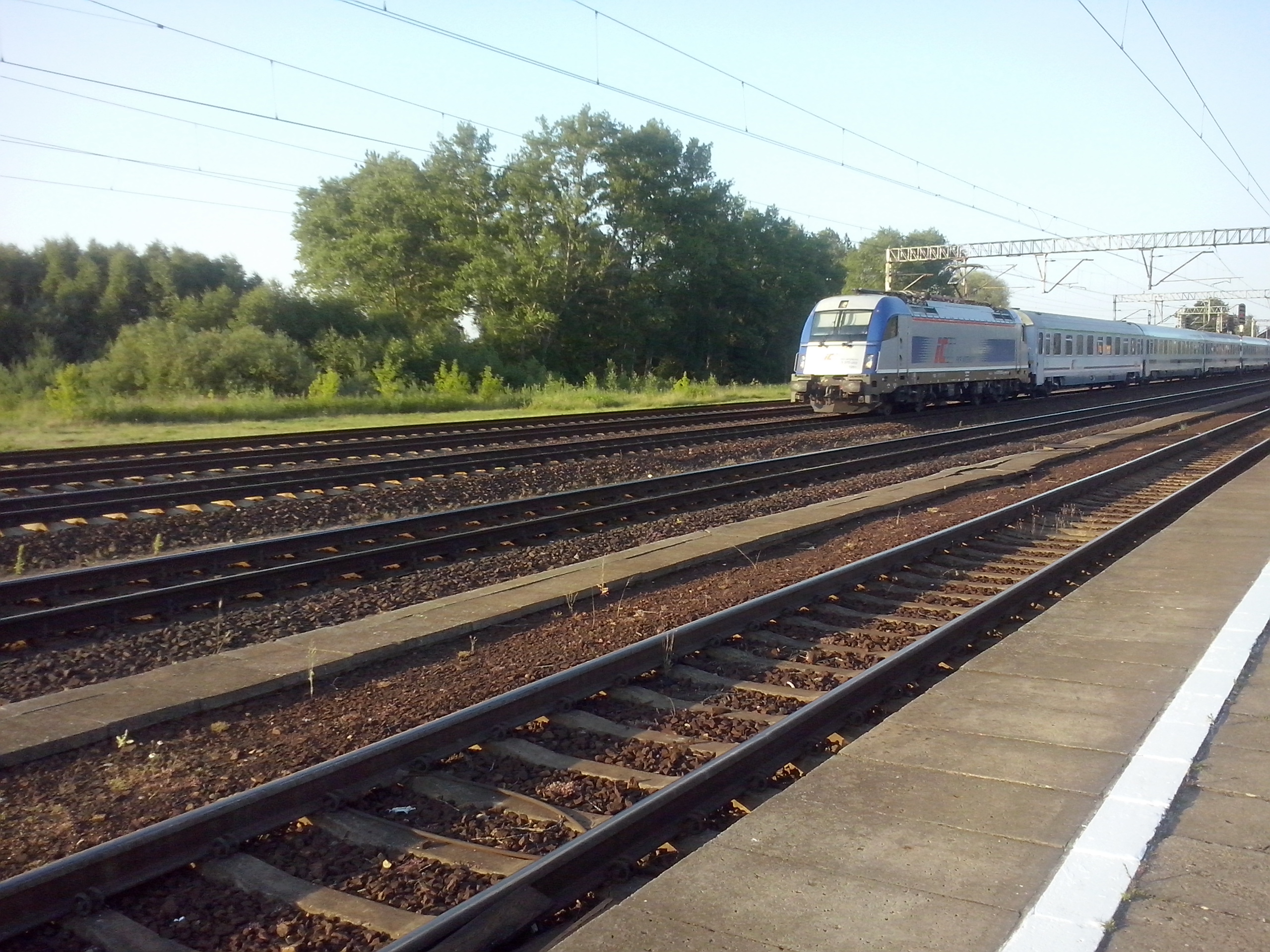
Skład PKP InterCity Berlin-Warszawa Express mijający stację w Barłogach.

Barłogi (w latach 1939 - 1942 Barlogi, 1943 - 1945 Barloh) – stacja kolejowa w Barłogach (powiat kolski), położona przy linii kolejowej nr 3 Warszawa Zachodnia - Kunowice.

## Ruch pasażerski[1]
| Rok  | Wymiana pasażerska na dobę |
| ---- | -------------------------- |
| 2017 | 50-99                      |
| 2018 | 20-49                      |
| 2019 | 20-49                      |
| 2020 | 20-49                      |
| 2021 | 20-49                      |
| 2022 | 50-99                      |
| 2023 | 50-99                      |

## Informacje ogólne
Stacja Barłogi położona jest w centrum miejscowości Barłogi w gminie Grzegorzew, powiecie kolskim, województwie wielkopolskim. Wjazd na stację możliwy jest od strony lokalnej drogi z Emilewa. Perony rozdzielone są przejazdem kolejowo-drogowym. Na stacji nie ma przejść nadziemnych ani podziemnych.
Najbliżej leżące stacje to Koło (9,55 km na zachód), Kłodawa (8,487 km na wschód), na Magistrali E20 oraz Ponętów (3,636 km na południowy zachód), na Magistrali Węglowej.
Kilka kilometrów od stacji w stronę wschodnią znajduje się skrzyżowanie linii kolejowej nr 3 z linią kolejową nr 131, także magistralą węglową. Umożliwia to pociągom mijającym Barłogi zmianę kursu w stronę Tczewa na północ lub Górnośląskiego Okręgu Przemysłowego na południe.

## Historia
Stacja kolejowa Barłogi istnieje od 1 listopada 1921 roku, a do 1939 roku znajdowała się pod dyrekcją warszawską.

## Połączenia osobowe
Od grudnia 2012 r. wszystkie połączenia osobowe z Barłóg realizowane są przez Koleje Wielkopolskie, które zastąpiły dotychczasowe składy Przewozów Regionalnych. Na stacji zatrzymują się pociągi kursujące z Poznania Głównego do Kłodawy lub Kutna i z powrotem, z postojem na stacjach we wszystkich miejscowościach na tej trasie.
W kolejnych zmianach rozkładów jazdy uruchamiane były także inne połączenia osobowe; w 2012 r. wyruszał z Kłodawy pociąg Przewozów Regionalnych do Opalenicy, przejeżdżał tędy również pociąg z Konina do Skierniewic, ze Skierniewic do Zbąszynka, a także przez krótki czas do Ostrowa Wielkopolskiego.
Od grudnia 2014 r. istnieje połączenie Kolei Wielkopolskich z Kutna do Zbąszynka.